# Allocricellius armandii
Allocricellius armandii är en stekelart som beskrevs av Yang 1996. Allocricellius armandii ingår i släktet Allocricellius och familjen puppglanssteklar. Inga underarter finns listade i Catalogue of Life.